# Ambohimalaza Miray
Pour les articles homonymes, voir Ambohimalaza.
Ambohimalaza Miray est une commune rurale de Madagascar située à 15 km à l'est de la ville d'Antananarivo. La commune compte 12 000 habitants pour une superficie totale de 33 km2. Appartenant au district d'Antananarivo Avaradrano, elle est divisée administrativement en 12 fokontany ou villages traditionnels malgaches. Elle est située à 1 349 mètres d'altitude.

## Histoire
L'histoire d'Ambohimalaza est étroitement liée à l'histoire du royaume Merina. En effet, Ambohimalaza est la colline où régnait Andriantompokoindrindra, le fils de Ralambo (1575-1610), roi de l'Imerina.

## Démographie
La répartition de la population dans les différents fokontany est estimée comme suit (liste ordonnée du fokontany ayant la population la plus nombreuse au fokontany ayant la population la plus faible - chiffres de 2006):
| Fokontany          | Pourcentage |
| ------------------ | ----------- |
| Ambatofotsy        | 16,55 %     |
| Fiadanana          | 16,20 %     |
| Ambohimalaza Miray | 11,18 %     |
| Ambohitrandriana   | 9,28 %      |
| Andranosoa         | 8,52 %      |
| Andranonomby       | 7,71 %      |
| Ambatomalaza       | 6,23 %      |
| Masombahiny        | 6,14 %      |
| Antetona           | 6,04 %      |
| Ambohitremo        | 4,71 %      |
| Atsimon'Ambohidray | 4,17 %      |
| Mahia              | 3,27 %      |